# Surinam na Letnich Igrzyskach Olimpijskich 2020
Surinam na Letnich Igrzyskach Olimpijskich 2020 – występ kadry sportowców reprezentujących Surinam na igrzyskach olimpijskich, które odbyły się w Tokio w Japonii, w dniach 23 lipca - 8 sierpnia 2021 roku.
Reprezentacja Surinamu liczyła trzech zawodników - wyłącznie mężczyzn, którzy otrzymali prawo startu w 3 dyscyplinach. Ostatecznie, po wycofaniu się jednego z reprezentantów, do Tokio polecało dwóch Surinamczyków, którzy wystąpili w 2 dyscyplinach.
Był to czternasty start Surinamu na letnich igrzyskach olimpijskich.

## Reprezentanci

### Badminton
| Zawodnik   | Konkurencja             | Faza grupowa                | Faza grupowa | 1/8 finału       | Ćwierćfinały     | Półfinały        | Finał            | Pozycja |
| Zawodnik   | Konkurencja             | Przeciwnicy Wynik           | Pozycja      | Przeciwnik Wynik | Przeciwnik Wynik | Przeciwnik Wynik | Przeciwnik Wynik | Pozycja |
| ---------- | ----------------------- | --------------------------- | ------------ | ---------------- | ---------------- | ---------------- | ---------------- | ------- |
| Sören Opti | gra pojedyncza mężczyzn | Abela walkower Shi walkower | 3            | NQ               | NQ               | NQ               | NQ               | DNS     |

Sören Opti zrezygnował z wyjazdu na igrzyska po wykryciu u niego zakażenia wirusem COVID-19.

### Kolarstwo torowe
Sprint
| Zawodnik        | Konkurencja     | Kwalifikacje | Kwalifikacje | Runda 1                    | Repasaż                          | Runda 2                     | Repasaż                     | Ćwierćfinały        | Półfinały           | Finał               | Pozycja |
| Zawodnik        | Konkurencja     | Czas         | Pozycja      | Przeciwnik Rezultat        | Przeciwnik Rezultat              | Przeciwnik Rezultat         | Przeciwnik Rezultat         | Przeciwnik Rezultat | Przeciwnik Rezultat | Przeciwnik Rezultat | Pozycja |
| --------------- | --------------- | ------------ | ------------ | -------------------------- | -------------------------------- | --------------------------- | --------------------------- | ------------------- | ------------------- | ------------------- | ------- |
| Jaïr Tjon En Fa | sprint mężczyzn | 9.472        | 6. Q         | Maximilian Levy P (10,101) | Xu Chao / Nathan Hart W (10,030) | Harrie Lavreysen P (10,143) | Sébastien Vigier P (10,402) | NQ                  | NQ                  | NQ                  |         |

Keirin
| Zawodnik        | Konkurencja     | Runda 1 | Repasaż | Ćwierćfinał | Półfinał | Finał   | Pozycja |
| Zawodnik        | Konkurencja     | Pozycja | Pozycja | Pozycja     | Pozycja  | Pozycja | Pozycja |
| --------------- | --------------- | ------- | ------- | ----------- | -------- | ------- | ------- |
| Jaïr Tjon En Fa | keirin mężczyzn | 6       | 2 Q     | 3 Q         | 3 Q      | 4       | 4       |

### Pływanie
| Zawodnik         | Konkurencja                | Eliminacje | Eliminacje | Półfinał | Półfinał | Finał | Finał   |
| Zawodnik         | Konkurencja                | Czas       | Miejsce    | Czas     | Miejsce  | Czas  | Miejsce |
| ---------------- | -------------------------- | ---------- | ---------- | -------- | -------- | ----- | ------- |
| Renzo Tjon-A-Joe | 50 m st. dowolnym mężczyzn | 22.56      | 36         | NQ       | NQ       | NQ    | NQ      |